# Panonia Inferior
La Panonia Inferior fue una antigua provincia romana. La Panonia Inferior incluía partes de lo que hoy son Hungría, Eslovenia, Serbia, Croacia y Bosnia-Herzegovina.

## Historia
Desde época de Augusto, la gran provincia imperial Panonia había sido la clave del dispositivo político-militar del Imperio romano en el curso medio del Danubio, encargada especialmente de cerrar el acceso hacia Italia a los bárbaros centroeuropeos por el camino más corto, hasta el punto de haber alcanzado una guarnición de cuatro legiones con sus correspondientes tropas auxiliares, lo que equivalía a la nada despreciable fuerza de unos 45.000 soldados. esto hacia que su gobernador, siempre de rango consular, controlase el ejército provincial más importante del Imperio, por delante de los de las provincias germanas, Britania o Siria, por lo que siempre debía ser un senador de lealtad más que probada al emperador que lo nombraba. Esta situación hizo que el emperador Trajano decidiese dividir Panonia en dos en el año 103, para reducir el poder de un potencial enemigo, de forma que la nueva provincia Panonia Superior, de rango consular, tenía tres legiones por guarnición, mientras que la nueva provincia Panonia Inferior, de rango pretorio, tenía una única legión como guarnición, concretamente la legio II Adiutrix, con base en Aquincum, la capital de la nueva provincia.
Su primer gobernador provincial fue el futuro emperador Adriano.
La provincia se mantuvo estable durante todo el siglo II, hasta que su gobernador apoyó en 193 al de la vecina Panonia Superior en su rebelión contra Didio Juliano en el año de los cinco emperadores, que condujo a Septimio Severo al trono imperial, mediante una sucesión de guerras civiles contra sus rivales Pescenio Níger en oriente, especialmente Siria, y Clodio Albino en Britania. Severo dividió las provincias base del poder de sus vencidos enemigos para que ninguna tuviese más de dos legiones como guarnición, pero no hizo lo mismo con Panonia Superior, de la que él había partido. Fue su hijo Caracalla en 214 quien procedió a la división, ya que transfirió la legio I Adiutrix con el territorio que controlaba desde su base de Brigetio de Panonia Superior a Panonia Inferior, que alcanzó el rango de consular, de manera que ambas provincias tuviesen cada una dos legiones por guarnición.
A finales del siglo III, Diocleciano dividió  la provincia en otras dos más pequeñas, Valeria, con capital en Aquincum, y Panonia II, con capital en Sirmio, dentro de la diócesis de Panonia, incluida por Constantino I en la Prefectura del pretorio de Iliria.

## Ciudades
Algunas de las ciudades importantes en la Panonia Inferior eran: 
- Sirmio (lat. Sirmium)[8]
- Cuccio (Cuccium, hoy Ilok)
- Cibalae (hoy Vinkovci)
- Petovio (Poetovio, hoy Ptuj)
- Mursa (hoy Osijek)
- Certissa (hoy Đakovo)
- Marsonia (hoy Slavonski Brod)
- Sopiane (Sopianae, hoy Pécs)
- Aquinco (Aquincum, hoy Buda)

## Lista de gobernadores
- Publio Elio Adriano 106-108[9]
- Tito Julio Máximo Manliano Broco Serviliano 108-110/111[4]
- Publio Afranio Flaviano 111/112-114/115[4]
- Quinto Marcio Turbón 117/118-118/119
- Lucio Cornelio Latiniano ?127-130[10]
- Lucio Atio Macrón 130/131-133/134[4]
- Marco Nonio Muciano 134-136[11]
- Lucio Elio César 136-137
- Tito Estatilio Máximo 138-139[12]
- Cayo Claudio Máximo 139-c. 141[13]
- Marco Poncio Leliano Larcio Sabino c. 141-c. 144[4]
- Quinto Fuficio Cornuto c. 144-147[4]
- Marco Cominio Segundo 147-c. 150[4]
- Marco Nonio Macrino c. 150-c. 153[4]
- Marco Jalio Baso Fabio Valeriano c. 156-c. 159[4]
- Cayo Julio Geminio Capeliano c. 159-c. 161[4]
- Tiberio Haterio Saturnino c. 161-164[4]
- Tiberio Claudio Pompeyano c. 167
- Lucio Ulpio Marcelo hacia 173
- Cayo Vetio Sabiniano Julio Hospes c. 173-175
- Sexto Quintilio Condiano c. 175-c. 179
- Lucio Septimio Flaco c. 179-c. 183
- Lucio Cornelio Felix Plotiano c. 183-185[14]
- Cayo Pomponio Baso Terenciano 192[15]
- Cayo Valerio Pudente c. 192-c. 194
- Tiberio Claudio Claudiano c. 197/198
- Lucio Baebio Ceciliano 199-202
- Lucio Casio Marcelino entre 202 y 204
- Cayo Julio Septimio Castino c. 211/212
- Elio Decio Triciano 217-218[16]
- Lucio Alfeno Avitiano c. 218-220
- Poncio Próculo Ponciano c. 219-222[16]
- Iasdio Domiciano c.222-c.235[17]
- Lucio Ulpio Marcelo c.262-c.264[18]

## Uso posterior
Desde alrededor del año 796 hasta 828-830, Panonia Inferior, como un territorio bajo influencia franca, se refería a lo que actualmente es Croacia septentrional, esto es, la Panonia al sur del río Drava (y al este de Carantania y Carniola). Desde 828-830 hasta, al menos, el año 900, Panonia Inferior se refería a lo que hoy es Hungría occidental y Croacia septentrional salvo el territorio alrededor del lago Neusiedl, esto es a la Panonia al sur del río Rába (y al este de Carantania y Carniola). El nombre también se refirió al principado Balatón eslavo del siglo IX.